# 皮科蘭丹山
41°17′16.46″N 1°1′1.847″E / 41.2879056°N 1.01717972°E
皮科蘭丹山，是西班牙的山峰，位於該國東北部加泰羅尼亞，處於卡帕豐特斯，屬於加泰羅尼亞前海岸山脈的一部分，海拔高度991米。